# Taylor Hawkins & the Coattail Riders (album)
| Recensione | Giudizio |
| ---------- | -------- |
| AllMusic   |          |

Taylor Hawkins and the Coattail Riders è il primo album in studio del gruppo musicale statunitense omonimo, pubblicato il 21 marzo 2006 dalla Thrive Records.
La copertina dell'album è un omaggio a James Gang Rides Again, secondo album dei James Gang, gruppo rock di cui Taylor Hawkins è un grande fan (nell'album successivo infatti Hawkins inserirà un brano intitolato proprio James Gang).

## Tracce
Testi e musiche di Taylor Hawkins, eccetto dove indicato.
1. Louise – 2:45
2. Walking Away – 3:14
3. Running in Place – 5:55
4. NOA – 0:38
5. It's OK Now – 4:47 (Taylor Hawkins, Curtis Matheson)
6. End of the Line – 3:44 (Taylor Hawkins, Wiley Hodgden)
7. You Drive Me Insane – 3:41
8. Wasted Energy – 3:02
9. Get Up I Want to Get Down – 3:02
10. Pitiful – 3:01
11. Better You Than Me – 5:34

Traccia bonus nell'edizione australiana
1. Don't Forget – 4:26 – contiene la traccia fantasma Perfect Day

Traccia bonus nell'edizione giapponese
1. Sorry

## Formazione
Gruppo
- Taylor Hawkins – batteria, voce (eccetto traccia 4), percussioni (traccia 1), chitarra acustica (intro traccia 3), Fender Rhodes (tracce 3 e 5), battimani (traccia 11)
- Gannin Arnold – chitarra, cori (traccia 1)
- Chris Chaney – basso

Altri musicisti
- Drew Hester – pianoforte (traccia 2), batteria (finale traccia 3), percussioni (tracce 5-7, 11), battimani (traccia 11)

Produzione
- Drew Hester – produzione, missaggio
- Taylor Hawkins – produzione
- Gannin Arnold – produzione (traccia 8)
- Andy Johns – missaggio
- Bernie Grundman – mastering